# جزيرة حرقوص
جزيرة حرقوص هي إحدى الجزر الواقعة في الخليج العربي، وتتبع المنطقة الشرقية السعودية. تبلغ مساحة الجزيرة نحو 0,03 كم2 وتبعد عن الساحل بحوالي 33,5 ميل بحري.